# 小行星20266
小行星20266（20266 Danielchoi）是一颗绕太阳运转的小行星，为主小行星带小行星。该小行星于1998年3月发现。

## 轨道参数
小行星20266的轨道半长轴为2.2889281 UA，离心率为0.080。